# آل ليونغ
آل ليونغ (بالإنجليزية: Al Leong)‏ هو لاعب تايكوندو ولاعب كاراتيه وممثل أمريكي، ولد في 30 سبتمبر 1952 بسانت لويس في الولايات المتحدة.

## أعمال

### أفلام
- (1987) السلاح القاتل[5][6][7]
- (1988) موت قاسي[8][9][10]
- (1992) طلقات سريعة
- (1993) لاست أكشن هيرو[11][12][13]

## وصلات خارجية
- آل ليونغ على موقع IMDb (الإنجليزية)
- آل ليونغ على موقع ألو سيني (الفرنسية)
- آل ليونغ على موقع أول موفي (الإنجليزية)
- آل ليونغ على موقع قاعدة بيانات الفيلم (الإنجليزية)